# フッ化カルボニル
フッ化カルボニル（フッかカルボニル、英: Carbonyl fluoride）は、化学式COF2で表される化合物。

## 性質
常温では無色の気体で、吸湿性と刺激性がある。水分との接触により、二酸化炭素とフッ化水素とに分解する。
{\displaystyle {\ce {COF2\ + H2O -> CO2\ + 2HF}}}
四フッ化炭素を加水・加熱することにより得られる。
{\displaystyle {\ce {CF4\ + H2O -> COF2\ + 2HF}}}
または、一酸化炭素とフッ素との直接合成によっても得られる可能性がある。
{\displaystyle {\ce {CO\ + F2 -> COF2}}}

## 用途
化学工業で、フッ化水素供給源として用いられる。

## 安全性
ラットを用いた実験での半数致死濃度（LC50、4時間換算値）は180ppm。眼や皮膚に対し刺激性がある。空気より重い気体であり、高濃度のガスを吸入すると肺水腫を起こすことがある。不燃性であるが、上述の通り加水分解により有毒なフッ化水素を生じるため、周囲の火災時には水系の消火剤は使用できない。